# 社会主义研究院旧址
社会主义研究院旧址，位于中国广东省汕尾市海丰县城什货街，为海丰县的一个县级文物保护单位，类型为近现代重要史迹及代表性建筑，公布时间为1963年。
社会主义研究院成立于1921年。